# Valvola di Denver
La Valvola di Denver (detta anche Denver shunt) è un impianto medico che collega il peritoneo (nel caso questo sia oberato di versamenti ascitici, per le cause più diverse: cirrosi epatiche, tumori del fegato, ecc.) con una delle giugulari lato collo. Questa canalizzazione rimette in circolo nel sangue i liquidi proteici altrimenti stagnanti, dolorosi nel peritoneo e asportabili con più cruente, anche se ripetibili, paracentesi. 
L'apparato consiste in una valvola aspiratrice, che il chirurgo piazza nel peritoneo, di un tubetto di plastica per il trasporto del liquido ascitico alla vena (un percorso di circa 40 cm sotto muscolo) e di una pompetta sottocutanea che il paziente può manipolare per rendere il flusso sempre operativo.
L'intervento non è pericoloso, ma di discreta durata. Normalmente risolutivo.